# Justine Saunders
Justine Saunders (Quilpie, Queensland, 20 februari 1953 - Sydney, 15 april 2007) was een Australisch actrice. Ze was bekend door haar talloze rollen in theaters, films en op televisie.
Saunders werd geboren in het dorp Quilpie in Queensland. Ze stamde gedeeltelijk af van de Woppaburra-clan, wat haar gedeeltelijk een Aboriginal maakte. Op 11-jarige leeftijd werd Saunders wegens het regeringsbeleid ten aanzien van Aboriginals uit huis gehaald en gedwongen op te groeien op een kostschool in Brisbane.
Ze was een van de kinderen van de 'stolen generation'. Deze generatie kinderen werd door de regering niet gezien als 'rasechte' Australiërs en het was de heersende mening dat deze kinderen van gemengd bloed niet op de juiste wijze konden worden opgevoed door hun Aboriginal-ouder. Door ze uit huis te halen en ze te laten opgroeien in kostscholen en kloosters, ver weg van hun Aboriginal-verleden, zouden deze kinderen 'gered' kunnen worden en een normaal leven kunnen leiden. De moeder van Justine heeft 10 jaar lang niet geweten waar haar dochter was en zocht in die tijd intensief naar haar. Rond 1974 werden Justine en haar moeder weer herenigd.
Daarna begon de carrière van Saunders van de grond te komen. In 1976 kreeg ze een rol in de soapserie 'Number 96'. Later werd ze bekend door het vertolken van de rol van Pamela Madigan in de serie 'Prisoner'. Verder speelde ze wat kleinere rollen in Australische series als 'Farscape' en 'Blue Heelers'.
In 1991 kreeg Saunders een koninklijke onderscheiding. Ze kreeg de 'Medal of the Order of Australia' (vergelijkbaar met het Nederlandse Ridder in de Orde van Oranje-Nassau). Ze kreeg deze onderscheiding omdat ze in haar carrière als actrice ervoor zorgde dat de Aboriginals een eigen gezicht kregen. Saunders werd gezien als een rolmodel voor de groep Australiërs die zich achtergesteld voelden en hogerop wilden komen. Ook verleende ze in haar loopbaan medewerking aan het opzetten van verschillende theaters die stukken van en over de Aboriginals lieten zien. Ze was de oprichter van het National Aboriginal Theatre, Black Theatre en Aboriginal National Theatre Trust.
In 2000 besloot Saunders haar koninklijke onderscheiding weer terug te geven. Ze deed dit uit boosheid over het standpunt van de regering-Howard, die ontkende dat de 'stolen generation' bestond. Saunders verklaarde publiekelijk dat met dit standpunt ook de ontvoering door de regering uit haar jeugd, en die van vele anderen, werd ontkend.
Justine Saunders overleed op 15 april 2007 op 54-jarige leeftijd aan de gevolgen van kanker.